# أنطونيو أوقستو كارفاليو مونتيرو
أنطونيو أوقستو كارفاليو مونتيرو (بالبرتغالية: António Augusto Carvalho Monteiro‏) هو شخصية أعمال وعالم حشرات برازيلي، ولد في 1848 في ريو دي جانيرو في البرازيل، وتوفي في 1920 في شنترة في البرتغال.